# Queilén (comuna)
Queilén o Queilen es una comuna del archipiélago de Chiloé, en la zona sur de Chile. Se localiza en el sudeste de la Isla Grande, entre las comunas de Chonchi y Quellón, Según el censo de 2017, posee 5385 habitantes.
Su capital es el pueblo del mismo nombre, conocido en la zona por sus playas y sus vistas del golfo Corcovado y la cordillera de los Andes.  Además posee dos islas, Acui y Tranqui — esta última la isla más grande del conjunto de sub islas de la provincia de Chiloé —, con características naturales únicas en nuestro país. 
La amplitud de la marea oscila entre 2,5 a 5,5 m y su hidrografía está compuesta principalmente por el Estero de Queilén, que se extiende entre el borde norte de la Isla Tranqui y la costa Sur del territorio comunal. Uno de l, además de otras lagunas de menor tamaño. 
Posee una superficie de 332,9 km², lo que corresponde a 43 735 hectáreas, de las cuales el 15,6 % se destina a cultivos tradicionales y el 31,5 % corresponde a praderas naturales. 

## Historia
Fue reconocido por Antonio Cipriano Grille de López y Haro a principios del siglo XIX y por mucho tiempo recibió el nombre de Puerto Grille. Los vecinos jamás se acostumbraron a dicho nombre impuesto por el gobierno de la época y por esa razón, el nombre se mantuvo como Queilen.

## Geografía

### Geomorfología
Abarca una porción del sudeste de la Isla Grande de Chiloé, entre las comunas de Chonchi y Quellón, así como las islas de Acuy y Tranqui. Tiene una superficie de 330,2 km².

#### Isla Acui
Acui o Acuy es una isla pequeña al sureste del pueblo de Queilen. Tiene alrededor de 2 km de largo y unos 500 metros de ancho en sus puntos mayores, y por lo tanto solo cuenta con una población pequeña, mayoritariamente indígena. En ella se encuentra el caserío de Acuy.

#### Isla Tranqui

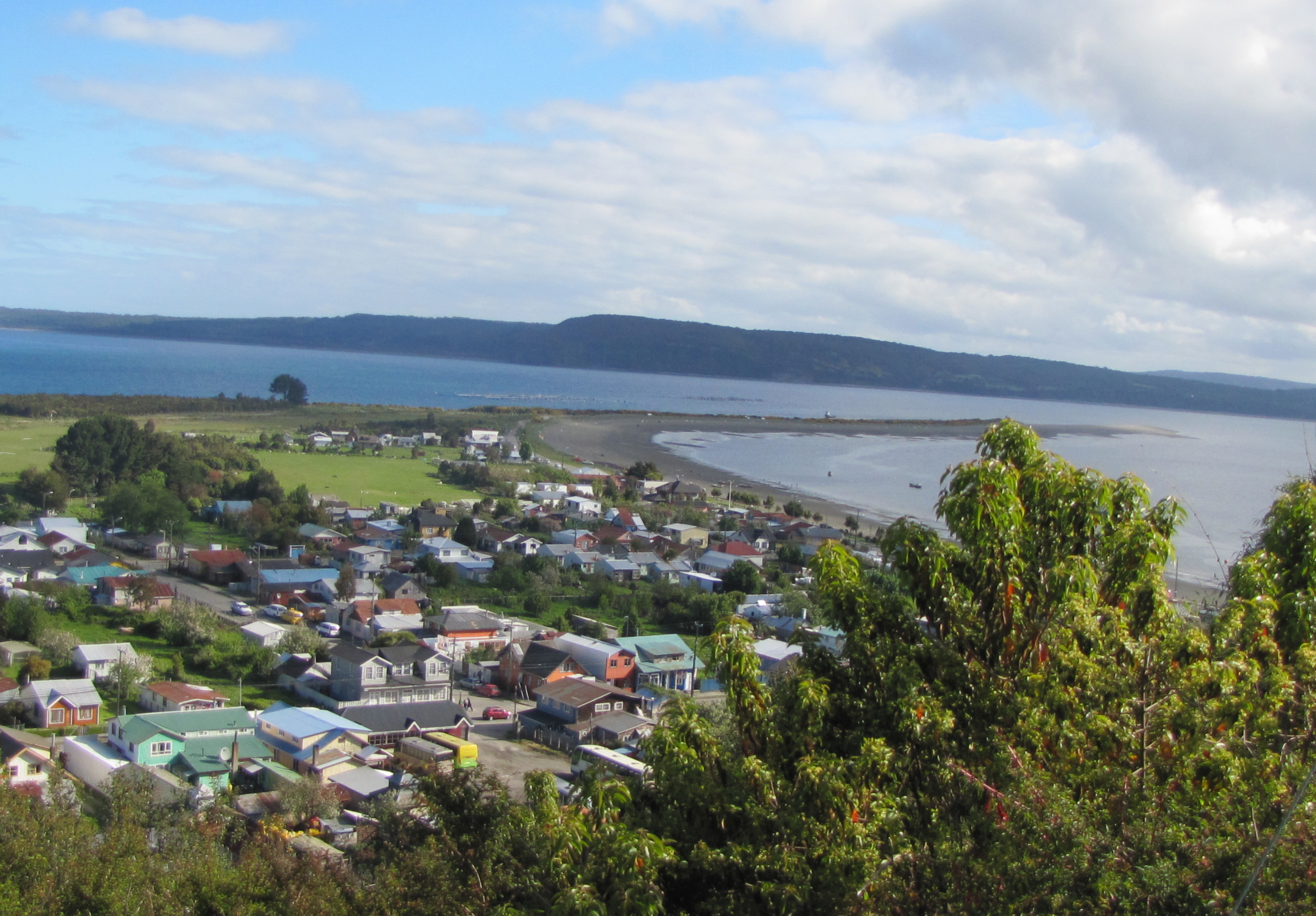
Parte del poblado de Queilen y de la isla Tranqui, vistas desde un mirador.

Es una isla ubicada frente a la capital comunal a 16 millas náuticas. Posee 270 habitantes aproximadamente. La isla cuenta con siete caseríos: Centinela, Nepué, San José de Tranqui, Alqui, Millahue, Tranqui y Leutepu.

#### Islote Conejo
Conejo es un pequeño islote ubicado entre Isla Tranqui y el sector de Yatehue (Quellón). Allí habita una colonia de unos 500 pingüinos magallánicos y de Humboldt (varían en número cada temporada), además de garzas, patos quetro no voladores, ostreros, zarapitos, etc. Cerca del mismo lugar se pueden observar también delfines. Existe un servicio turístico que realiza paseos en lancha hasta el sector.

### Clima
La comuna de Queilén se encuentra emplazada en la unidad geomorfológica de Planicie marina o fluviomarina; y presenta según la clasificación climática de Köppen clima templado lluvioso (Cfb) y clima templado lluvioso con leve sequedad estival (Cfb (s)).

### Hidrología
Esta comuna se halla en la cuenca hidrográfica de Islas de Chiloé y Circundantes. Además, la comuna posee diversos cuerpos de agua, entre los que se destacan el lago Coihuin, lago Lepue, lago Piopio y lago Quilinquehue, laguna Melli; y río Mechai y río Natri.

## Medio ambiente

Trazado simplificado de los ecosistemas y cuerpos de agua presentes en la comuna de Queilén.

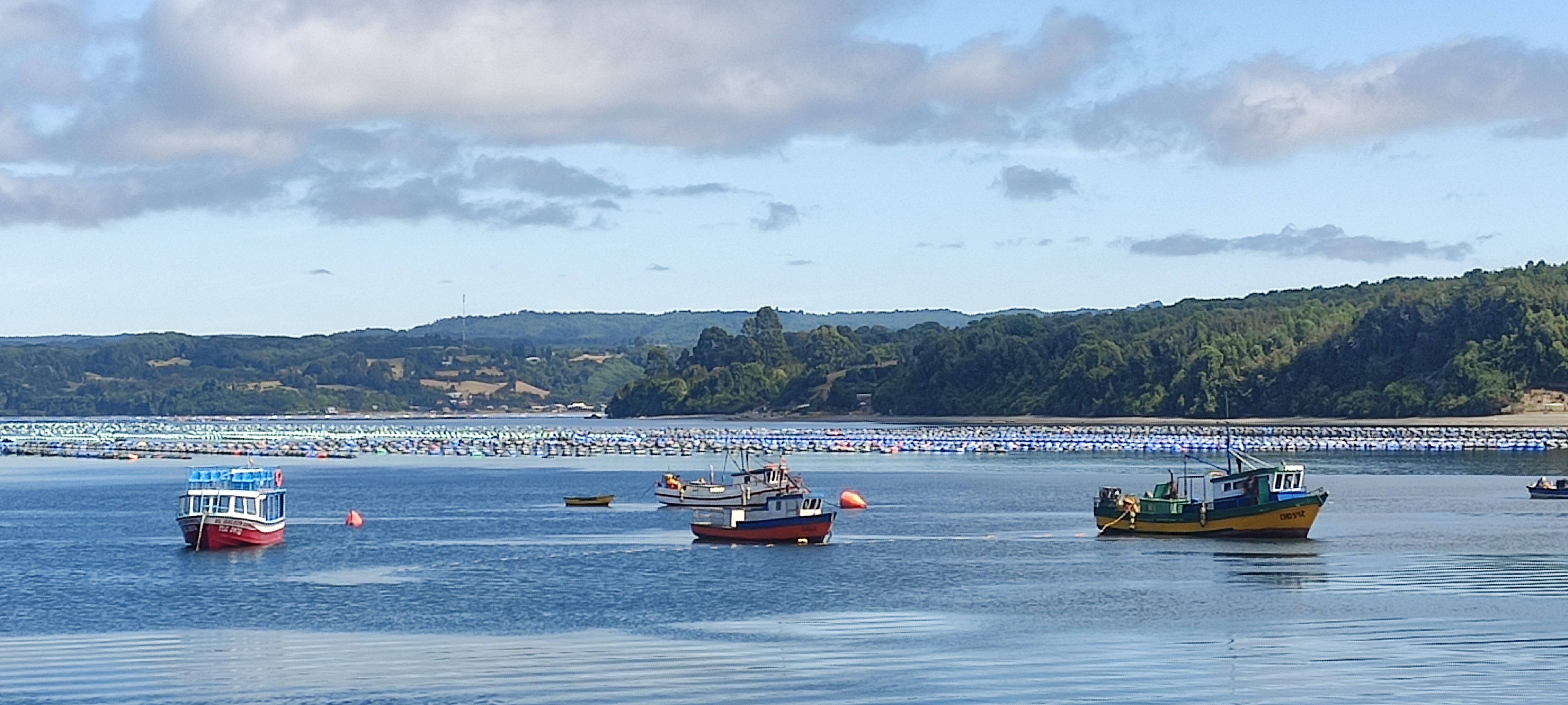
Granja de choritos en Queilén.

### Flora y fauna
La flora y fauna de Queilen es similar a la del resto de Chiloé. Destacando especies vegetales nativas tales como: ciruelillo, arrayán, luma, mañío, nalcas, murtas, calafates; y especies introducidas como: grosellas, rosa mosqueta.
Se encuentran también, especies animales tales como: pachancas (pingüinos), lobos marinos, pudúes, toninas, gaviotas, traile o Queltehue, loro choroy, jotes, golondrinas y gorriones.

### Componentes bióticos
Dentro del territorio de la comuna se puede encontrar el siguiente ecosistema:
- Bosque siempreverde templado interior donde predominan Nothofagus nitida y Podocarpus nubigenus (Preocupación menor)

### Medidas de protección ambiental y conflictos socioambientales
Hasta 2022, la comuna de Queilén no cuenta con áreas territoriales destinadas a la protección ambiental.

## Demografía

### Localidades
| Localidad     | Población (2017) | Viviendas (2017) | Categoría INE |
| ------------- | ---------------- | ---------------- | ------------- |
| Queilen       | 2306             | 948              | Pueblo        |
| Villa El Lago | 57               | 25               | Caserío       |
| Acuy          | 51               | 31               | Caserío       |
| Detico Bajo   | 35               | 14               | Caserío       |
| San José      | 34               | 22               | Caserío       |

Otras localidades rurales: Agoní Alto, Aulen, Las Lajas, Pureo, Agoní Bajo, Contuy, Lelbun, Quechu, Aituy, Paildad, San Miguel, Apeche Alto, Díaz Lira, Pilque, Santa María, Apeche Bajo, Estero Queilen, Detico y Piopío.

## Administración

### Municipalidad
La Municipalidad de Queilén para el periodo 2021-2024 es dirigida por el alcalde Marcos Vargas Oyarzún (PDC- Unidos Por la Dignidad) y el concejo municipal conformado por los concejales:
- Santiago Joel Barría Barría (RN)
- Ignacio Edmundo Cárcamo Sepúlveda (Partido Radical)
- Juan Carlos Barrientos Pérez (PS)
- Miguel Ángel Opitz González (IND - Unidos Por la Dignidad)
- Octavio Arcides Barría Alvarado (PDC)
- Diego Ariel Bórquez Formantel (PRO)

### Representación parlamentaria
Queilén forma parte de la Circunscripción senatorial XIII y del Distrito Electoral 26. Es representada en la Cámara de Diputados del Congreso Nacional por los siguientes diputados:
- Mauro Daniel González Villarroel (RN)
- Fernando Bórquez Montecinos (IND - UDI)
- Alejandro Javier Bernales Maldonado (Partido Liberal de Chile)
- Héctor David Ulloa Aguilera (IND - Ciudadanos)
- Jaime Salvador Sáez Quiroz (Revolución Democrática)

En el Senado, la representan:
- Iván Moreira Barros (UDI)
- Carlos Ignacio Kuschel Silva (RN)
- Fidel Espinoza Sandoval (PS)

## Cultura

### Fiestas y actividades
La Semana Queilina se celebra durante la segunda semana de febrero en conmemoración del aniversario de la ciudad, que se festeja el 9 de febrero. Durante esa semana, se llevan a cabo diversas actividades, como concursos de castillos de arena y disfraces, desfiles de carros alegóricos, la 'Noche Veneciana', la Expo-Queilen, presentaciones musicales, entre otros. 
El "Reitimiento de Chancho" se realiza el segundo fin de semana de julio (o en el tercer fin de semana de dicho mes como en el año 2023), en el patio techado del ex internado masculino de la misma ciudad. En ella se realizan presentaciones folclóricas, degustaciones gastronómicas de la zona, y el faenamiento de cerdos. El evento se suspendió en los años 2020 y 2021 debido a la pandemia del coronavirus, y el 2022 se desarrolló la Gala Folclórica del Reitimiento de Chancho en el gimnasio municipal de la misma ciudad, ya que debido que a las restricciones sanitarias de ese entonces, no se consideró viable retomar la tradicional actividad en el patio techado. A partir del 2023, con la eliminación total de las restricciones por el COVID-19, se retomó el evento principal propiamente dicha en el tradicional patio techado, con la versión número 20.

## Lugares de interés

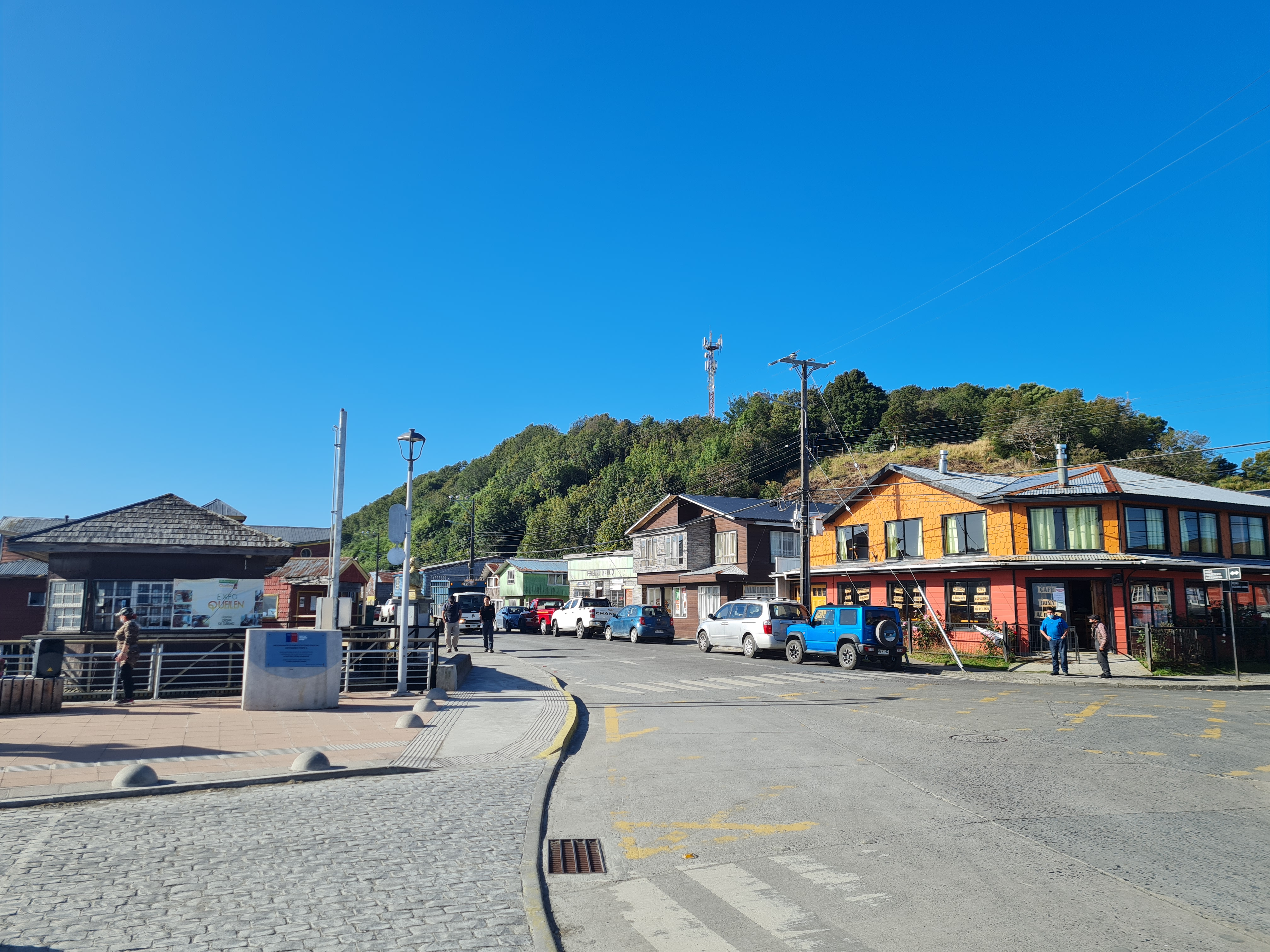
Centro de Queilén en 2022

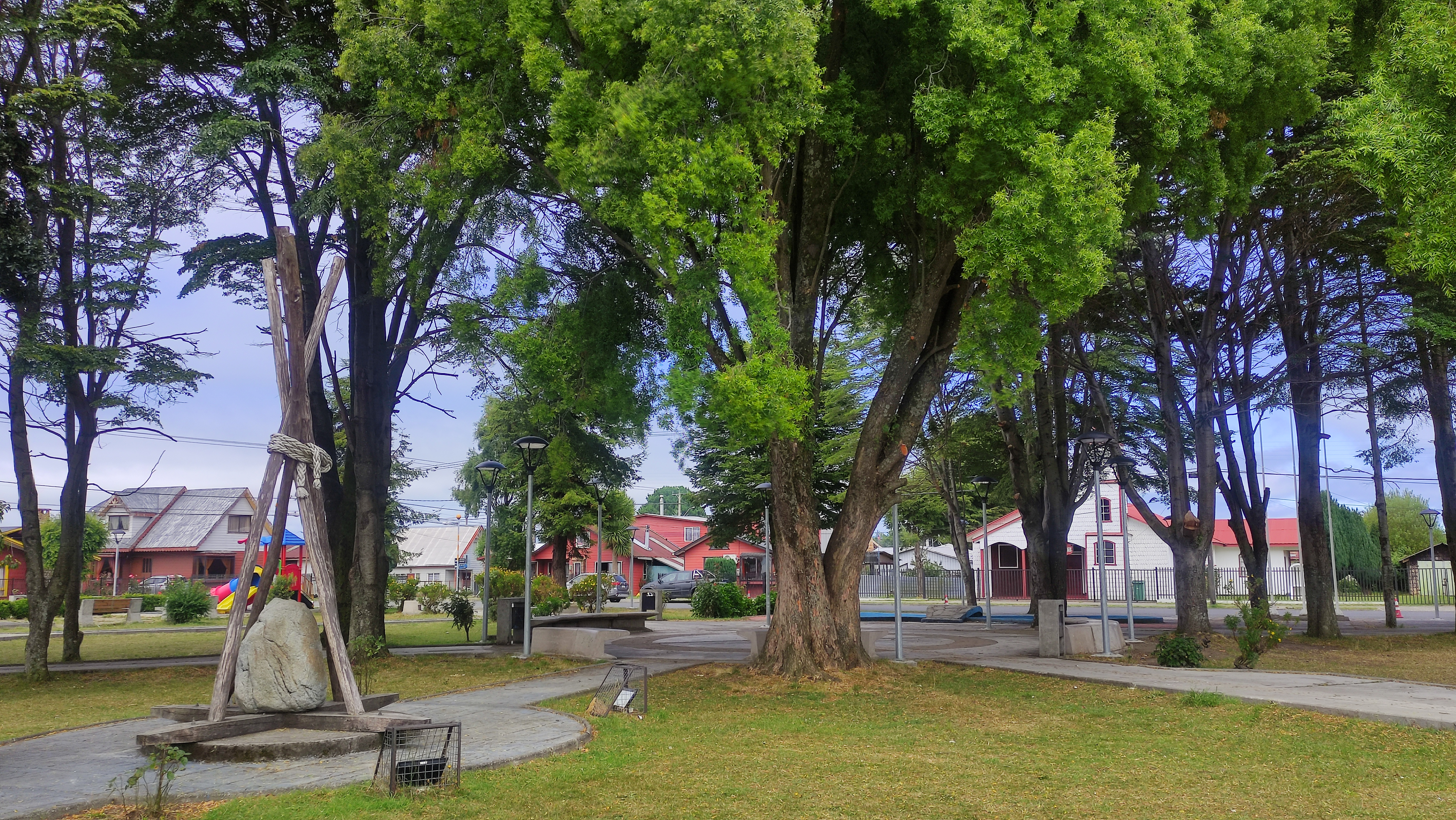
Plaza de Queilén en 2024

En el sector urbano se destacan el Muelle peatonal, mirador, cascada en el estero, puntilla de arena, vista al volcán corcovado, las playas habilitadas para el baño, entre otros.
En el sector rural pueden ser visitados los cisnes en la bahía de Detico, puente de Aituy, Torres de Acui, playas de Lelbun, laguna en Pio-Pío, faro Chomío en Ñida, estero de Paildad, entre otros.

## Transporte

### Terrestre
Es en esta ciudad donde a mediados de los años 80, (aproximadamente en 1985) nació la empresa de buses interurbano Queilen Bus, el cual en sus inicios contaba con el servicio de buses desde Queilen a Castro (de la cual actualmente cuenta con el servicio diario de minibuses y buses clásico), pero tiempo después incorporó nuevos destinos desde Castro a Santiago, Temuco, Valdivia y otras ciudades del país (disponible en buses clásico, semi cama y salón cama). Además, cuenta con el servicio de turismo llamado Turismo Queilen.

## Deportes

### Fútbol
- Club Deportivo Queilen: compite en la Asociación de Fútbol de Chonchi.[26] El club disputa campeonato local en el Estadio Municipal de Queilen (pasto natural). Además es el club con más historia y más ganador de la comuna de Queilen.

## Medios de comunicación

### Radioemisoras
Es posible sintonizar no solo emisoras locales, sino también radios provenientes de Quellón, Castro, el sector de Molulco (Comuna de Quellón), Puqueldón y Chonchi. La calidad de recepción varía según el lugar dentro de la ciudad o la comuna, con algunas emisoras llegando con claridad y otras presentando dificultades
FM
- 91.7 MHz - Radio Al Sur (Puerto Aysén)
- 96.5 MHz - Radio Nahuel (local y provincial)
- 97.5 MHz - Radio Armonía (Proveniente de Quellón; programación religiosa evangélica)
- 100.5 MHz - Radio Quellón (Proveniente de Quellón; programación local de la ciudad homónima, y frecuentemente emite la programación de Radio Cooperativa; es posible captar su señal repetidora de la ciudad de Castro, 98.7 FM)
- 107.3 MHz - Radio Coihuín (Sin emisión actualmente)

### Televisión
TDT
- 3.1 - Chilevisión HD
- 3.2 - UChile TV
- 3.31 - Chilevisión One Seg
- 13.1 - Canal 13 HD
- 13.2 - T13 En Vivo
- 13.31 - Canal 13 One Seg

Por medio de cableoperadores, IPTV, y TV Satelital, se podrá sintonizar no solamente los canales nacionales restantes como TVN, Mega, La Red, TV+ y Telecanal, sino que también otros canales regionales, nacionales y extranjeros.